# Bernard Thorette
Bernard Thorette, né le 20 octobre 1945, est un militaire français. Il est chef d'état-major de l'armée de terre du 1er septembre 2002 au 15 juillet 2006.

## Biographie
Bernard Thorette effectue sa formation militaire à l'École spéciale militaire de Saint-Cyr avant de s'orienter vers les Troupes de Marine.
De juillet 1998 à juillet 2002, il est chef du cabinet militaire du ministre français des armées. Le 1er septembre 2002, il est nommé chef d'état-major de l'armée de terre et promu au grade de général d'armée.
De 2005 à 2018, il est à la tête de l'association Terre Fraternité, qu'il a créée. L'association permet d'apporter une aide aux blessés et aux familles des victimes, en complément de l’action des institutions françaises,.

## Décorations
- Grand officier de la Légion d'honneur[5] (2005)
- Grand-croix de l'ordre national du Mérite (2017)
- Croix de guerre des Théâtres d'opérations extérieurs
- Croix de la Valeur militaire